# Ernest Frederick Abbott
Ernest Frederick Abbott (* 8. November 1843 in Smyrna; † 3. November 1916 ebenda) war ein britischer Unternehmer und Komponist. 

## Leben
Ernest Frederick Abbott wuchs in Smyrna auf. Von 1863 bis 1881 lebte er in Heidelberg. Er war das neunte von mindestens dreizehn Kindern. Trotzdem war er später auf Grund der hohen Kindersterblichkeit der älteste lebende Sohn der Familie. Als er fünfzehn Jahre alt war, starb sein Vater und er wurde als Ältester das Familienoberhaupt und leitete zeitweise die Schmirgelminen der Familie Abbott in der Türkei. Daneben begann er ein Studium der Rechtswissenschaften und arbeitete als Anwalt am British Supreme Consular Court in Konstantinopel. 1897 und während des Ersten Weltkriegs lebte er in London. Während seines ganzen Lebens lebte er abwechselnd in Smyrna, Heidelberg und London. Sein Vater war Richard Benjamin Abbott Esq. (1803–1856), seine Mutter Marquise Helene Margaret von Maltass (1807–1890). Beide hatten am 5. September 1825 in Heidelberg geheiratet. Ernest Frederick Abbott heiratete am 12. August 1869 die Heidelbergerin Anna Josephine Johanna Nebel (1844–1914), von der er sich später scheiden ließ. Zum Zeitpunkt seines Todes war er mit Sylvia Abbott verheiratet. In den frühen 1900er Jahren leitete er die Abbott Family Mines.

## Werke (Auswahl)
- Les echos du Nord. Valse pour piano.[Walzer für Klavier] op. 1,  1863 publiziert bei André in Offenbach
- Souvenir du Bosphore. Polka-Mazurka. op. 2, 1864  publiziert bei André in Offenbach
- Les echos d'Orient. Polka. op.3, pub Ebend, 1864  publiziert bei André in Offenbach